# Steve Double
Stephen Daniel Double, né le 19 décembre 1966 à St Austell, est un homme politique du Parti conservateur britannique et est député pour St Austell et Newquay de 2015 à 2024. Il siège au conseil de Cornouailles et comme conseiller municipal et adjoint au maire de St Austell avant son élection comme député.

## Jeunesse et carrière
Il est né le 19 décembre 1966 à St Austell. Fils de l'évangéliste Don Double, il fait ses études à l'école Poltair de la ville. Il travaille en Cornouailles dans divers secteurs, notamment pour une banque, une église locale et un organisme de bienfaisance. À partir de mai 2001, il est directeur de Bay Direct Media Ltd, une société de marketing direct. En mai 2011, il est également directeur de Phoenix Corporate Ltd, une société vendant des produits de marque et demeure administrateur et principal actionnaire des deux sociétés depuis qu'il est député.
Lors de sa création en 2009, Double est l'un des quatre candidats élus au conseil municipal de St Austell pour le quartier de Poltair. Il est réélu en 2013 et est adjoint au maire de la ville. Il ne se représente pas aux élections suivantes en 2017, étant depuis devenu député. Double est également élu pour le Parti conservateur au nouveau conseil unitaire de Cornouailles en 2009 pour la circonscription de St Austell Poltair, mais le siège est ensuite remporté par le candidat des libéraux-démocrates aux élections suivantes en 2013. Double ne se représente pas au Conseil de Cornouailles en 2013,,.

## Carrière parlementaire
Double est élu député pour St Austell et Newquay en 2015 en battant le libéral-démocrate sortant Steve Gilbert. Il est réélu aux élections générales de 2017.
Double soutient le Brexit lors du référendum sur l'adhésion à l'UE de 2016.
En août 2019, Double est nommé secrétaire parlementaire privé du ministère de la Santé et des Affaires sociales.
En décembre 2019, il est réélu député de St Austell & Newquay avec une majorité accrue de 16 526 voix et une augmentation de 6,5 points de pourcentage depuis sa précédente élection en 2017.